# Стікаючий кров'ю
Стікаючий кров'ю (англ. The Bleeding) — американський бойовик 2009 року.

## Сюжет
Шон Блек розшукує вбивць своїх батьків. Пошуки приводять його в нічний клуб, який ранше був заводом з виробництва хімічної зброї. В цьому місці він виявляє цілий клан вампірів.

## У ролях
| Актор                  | Роль          |
| ---------------------- | ------------- |
| Майкл Матіас           | Шон Блек      |
| Майкл Медсен           | Отець Рой     |
| Вінні Джонс            | Каїн          |
| Арманд Ассанте         | Джейк Пламмер |
| Вільям Макнамара       | Ден Вільямс   |
| DMX                    | Тегг          |
| Кетерін фон Драхенберг | Вана          |